# Poljana, Kamnik
Poljana este o localitate din comuna Kamnik, Slovenia, cu o populație de 21 de locuitori.